# Курицко
Ку́рицко — деревня в Новгородском муниципальном районе Новгородской области, входит в состав Борковского сельского поселения.

## География
Деревня расположена в новгородском Поозерье, на берегу озера Ильмень. Ближайшие населённые пункты: деревни Заболотье, Липицы, Яровица. Площадь территории деревни Курицко 41,35 га.
Улицы — Береговая, Ильменская, Наволокская, Успенская, Садовый (переулок), Успенский (переулок).

## Население
| 2009 | 2010 |
| ---- | ---- |
| 17   | ↗29  |

## История
До весны 2010 года деревня входила в состав ныне упразднённого Серговского сельского поселения.

## Деревянная Церковь Успения

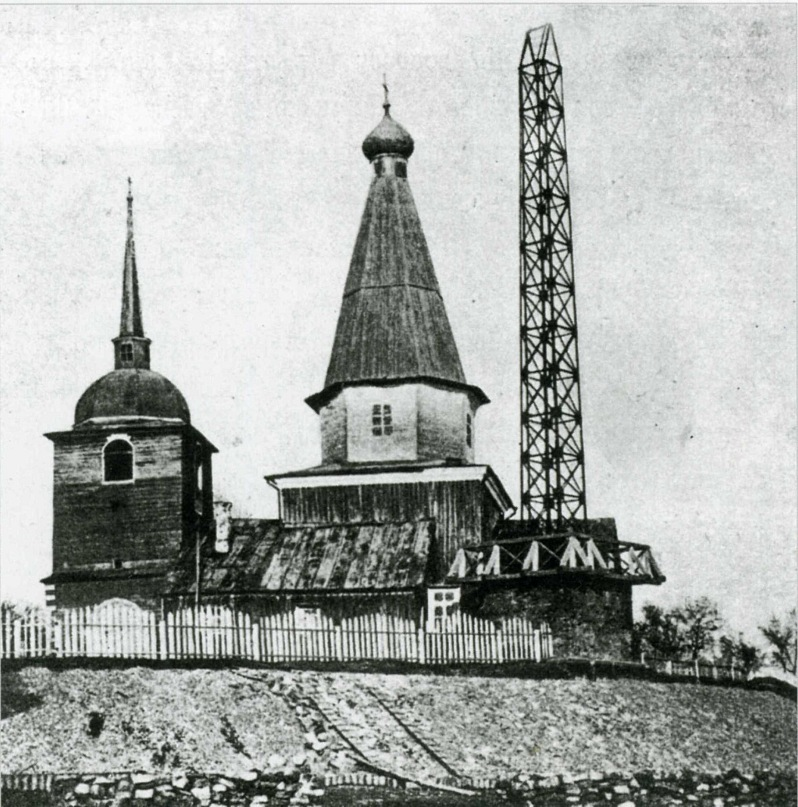
Церковь Успения и маяк в 1908 году

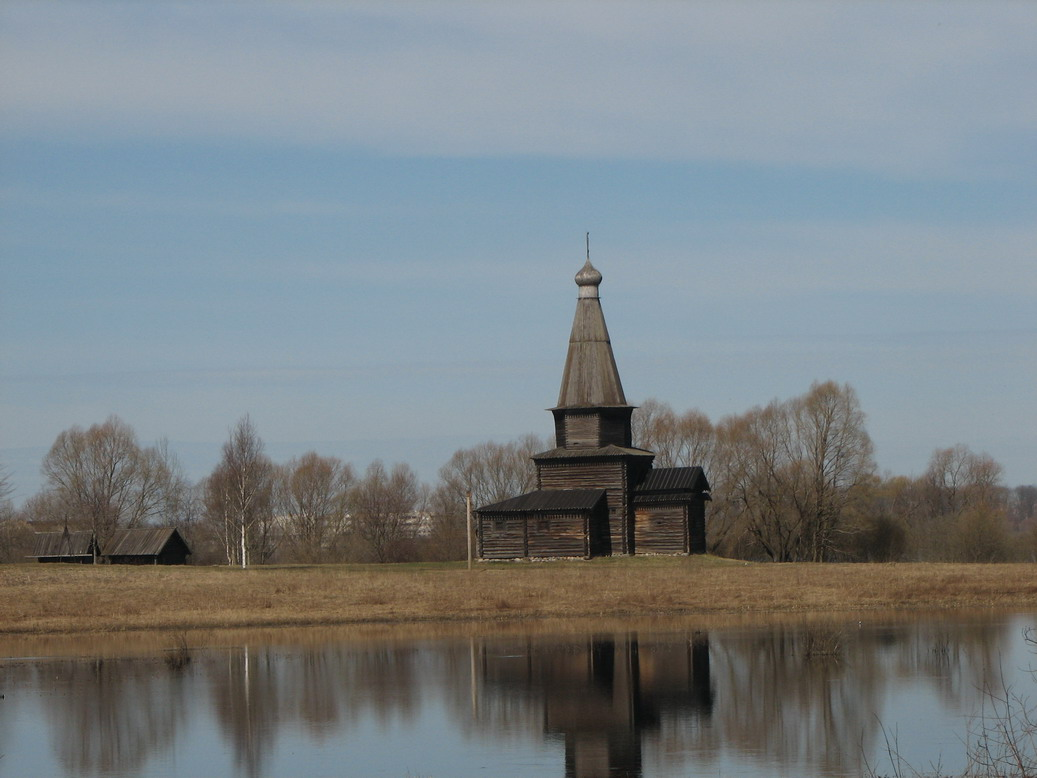
Витославлицы

До нашего времени сохранилась курицкая деревянная церковь Успения Богородицы постройки 1595 года.
В 1922 году в результате крайне высокого уровня воды в Ильмене берег в районе деревни был значительно размыт. Из-за этого разрушился и рухнул курицкий маяк (металлическая мачта на кирпичном основании), стоявший между церковью и береговой линией, а также вода вымыла грунт из-под самого церковного алтаря. В следующем году были проведены работы по укреплению берега. Кубическое кирпичное основание сохранилось (см. фото).
В 1964 году курицкая церковь Успения была перевезена в только что образованный Музей деревянного зодчества «Витославлицы», где стала его первым экспонатом. Эта же уникальная почти 30-метровая церковь стала первым памятником музея, который реставраторы полностью разобрали и собрали заново в 2020 году, заменив сгнившие брёвна свежей древесиной из карельских лесов.

## Каменная церковь Успения
Однокупольный, бесстолпный храм с примыкающей с западной стороны колокольней. В настоящее время является действующим православным приходом.
Церковь была построена в 1888 году по проекту новгородского архитектора А. Н. Дьякова. К концу XIX века деревянная церковь сильно обветшала, и новым каменным предполагалось заменить деревянный храм. Постройка новой церкви была задумана ещё в 1852 году. Однако средства собирались медленно и достаточная сумма набралась лишь к 1895 году. Для сбора денег, кроме прочего, была устроена переносная деревянная часовня размером «в один аршин» с двускатной крышей. Она хранилась в близлежащей деревне Яровицы. В зимнее время часовня ставилась на озере на проезжий тракт из Новгорода в Руссу. В прикреплённой кружке проезжающие могли оставлять свои подаяния.
Кроме самой церкви в фонды Новгородского музея поступило несколько древних церковных икон. В их числе — икона Успения конца XIV века, оказавшаяся в коллекции музея ещё в конце 1920-х годов. Во время Великой Отечественной войны она была вывезена оккупантами, в 1948 году была возвращена и находилась в Государственном историческом музее в Москве, с 1957 года хранится в Новгородском музее.

## Транспорт
Прямого автобусного сообщения с областным центром не имеет. Через близлежащую деревню Липицы проходит автобусный маршрут № 108 Великий Новгород — Еруново.